# ويليام دبليو. تيت
ويليام دبليو. تيت (بالإنجليزية: William W. Tait)‏ هو رياضياتي وفيلسوف أمريكي، ولد في 1929.